# Bahnhof Bex

Der Bahnhof Bex ist der grösste Bahnhof in der Gemeinde Bex im Schweizer Kanton Waadt. Er liegt an der normalspurigen Simplonstrecke der Schweizerischen Bundesbahnen (SBB).

## Geschichte

Bahnhof Bex im Jahr 1966

Der Bahnhof Bex wurde am 10. Juni 1857 von der Compagnie de l’Ouest Suisse (OS) zusammen mit dem Abschnitt Villeneuve–Bex eröffnet. Zunächst diente er als Endstation, bis am 1. November 1860 die Fortsetzung von Bex nach Les Paluds dem Betrieb übergeben wurde. Als 1906 der Simplontunnel eröffnet wurde, war von Bex aus Italien auf der Schiene erreichbar.

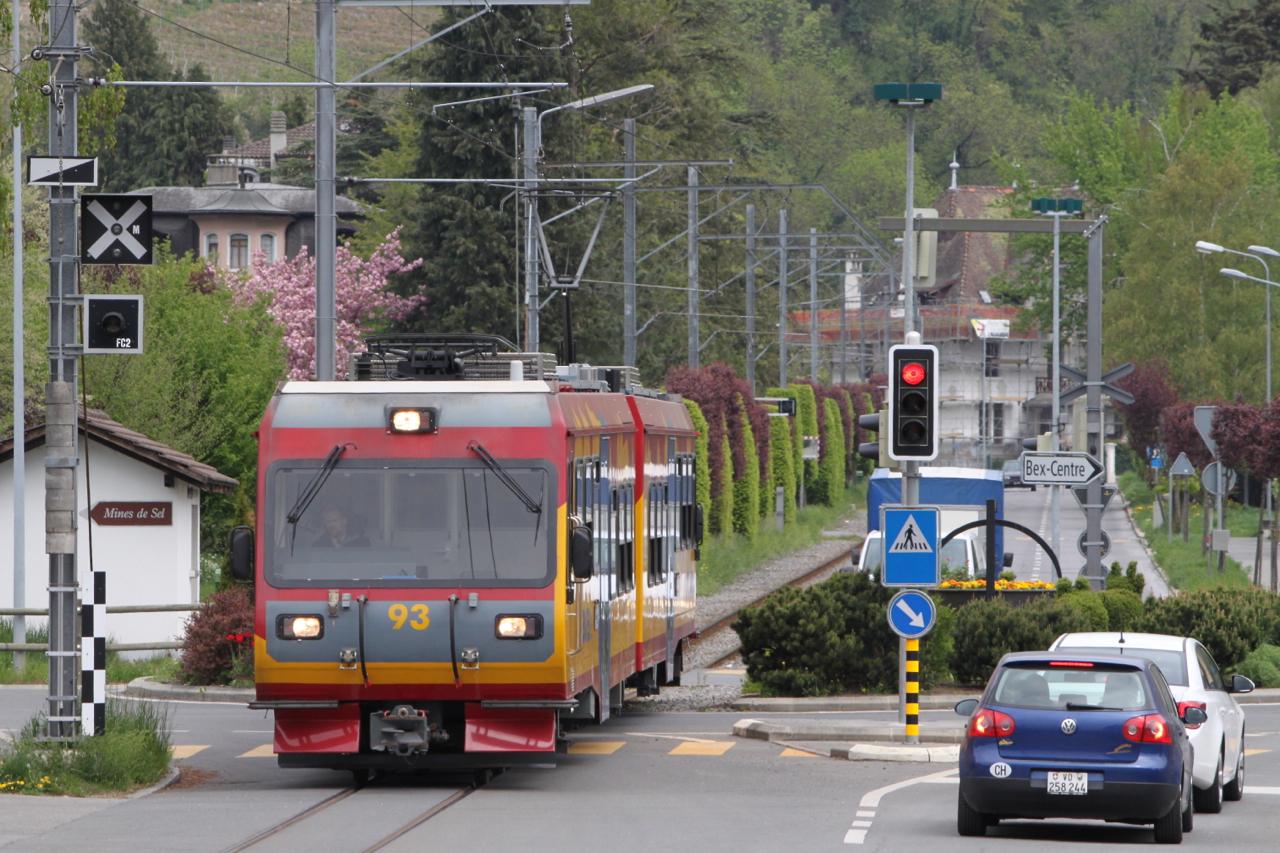
Einfahrender Zug aus Villars im Jahr 2011. Er trägt noch den Anstrich der Bex-Villars-Bretaye-Bahn.

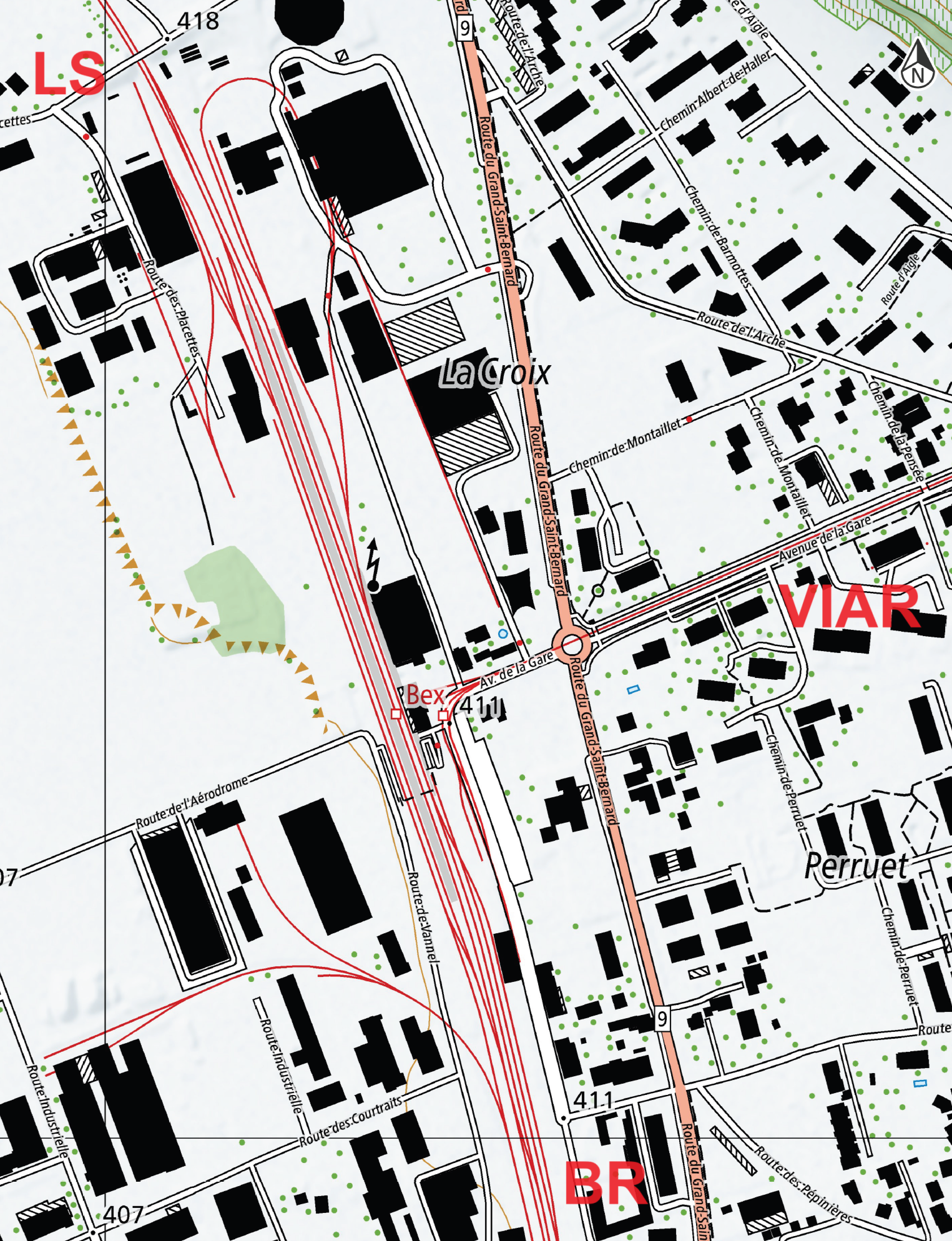
Kartenausschnitt
LS: SBB nach Lausanne
VIAR: TPC nach Villars-sur-Ollon
BR: SBB nach Brig

Am 10. September 1898 eröffnete die elektrische Chemin de fer Bex-Gryon-Villars ihren ersten Streckenabschnitt von Bex nach Bévieux.  Seit 1901 fährt die Bahn bis zum Touristenort Villars-sur-Ollon, wozu sie abschnittweise die Hilfe einer Zahnstange in Anspruch nimmt. Ausgangspunkt der Meterspurbahn ist der Bahnhofplatz. Durch das Dorf Bex verkehrt sie als Strassenbahn. Seit 1999 wird Bahn nach Villars von den Transports Publics du Chablais (TPC) betrieben.
Mit der Verstaatlichung der Jura-Simplon-Bahn kam der Bahnhof 1903 in den Besitz der SBB. Am 14. Mai 1924 nahmen die Bundesbahnen den elektrischen Betrieb zwischen Lausanne und St-Maurice auf. Seither ist auch der SBB-Teil des Bahnhofs mit Fahrleitungen versehen.
Beim Fahrplanwechsel 2019 führten die SBB eine direkte Bahnverbindung zwischen Genf und dem Bahnhof Le Châble mit dem Namen «Verbier Express» ein, der an Wochenenden und Feiertagen im Winter einmal täglich hin- und zurückfährt.
Zwischen Februar 2020 und September 2021 modernisierten die SBB den Bahnhof. Zur Verbindung der beiden Perrons wurde eine neue Unterführung gebaut und die Bahnsteige auf 55 Zentimeter erhöht. Neue Unterstände schützen die Reisenden vor Regen und Kälte. Die Kosten für die Arbeiten beliefen sich auf 28 Millionen Franken. Zwischen 2022 und 2023 planten die TPC den Bau einen neuen Bahnsteig für ihre Bahn und Busse sowie eines Rangiergleises für Güterzüge.

## Architektur
Das Aufnahmegebäude von Bex wurde als Schweizer Kulturgut von regionaler Bedeutung eingetragen. Es wurde vom selben Architekten entworfen wie die Bahnhöfe Aigle und Villeneuve.

## Betrieb

### Bahnverkehr
Der Bahnhof Bex wird von den folgenden Zügen des Personenverkehrs bedient:
- RE Annemasse/Genève-Aéroport – Genève – Lausanne –  Vevey (– Saint-Maurice)  (RegioExpress)
- R 3 Vallorbe – Cossonay – Renens – Lausanne – Vevey – Montreux – Villeneuve – Aigle – Bex (– St-Maurice)  (Halt an allen Stationen)
- R 4 (Vallorbe)/Le Brassus – Le Day (Flügelung)– Cossonay – Renens – Lausanne – Vevey – Montreux – Villeneuve – Aigle – Bex (– St-Maurice)  (Vallorbe – Le Day nur Mo–Fr)
- R74 Bex – Villars-sur-Ollon

An Wochenenden und Feiertagen bringt der «VosAlpes Express» Wintersportlerinnen und -sportler aus Freiburg mit nur einmal Umsteigen in Bex nach Villars.

### Busverkehr

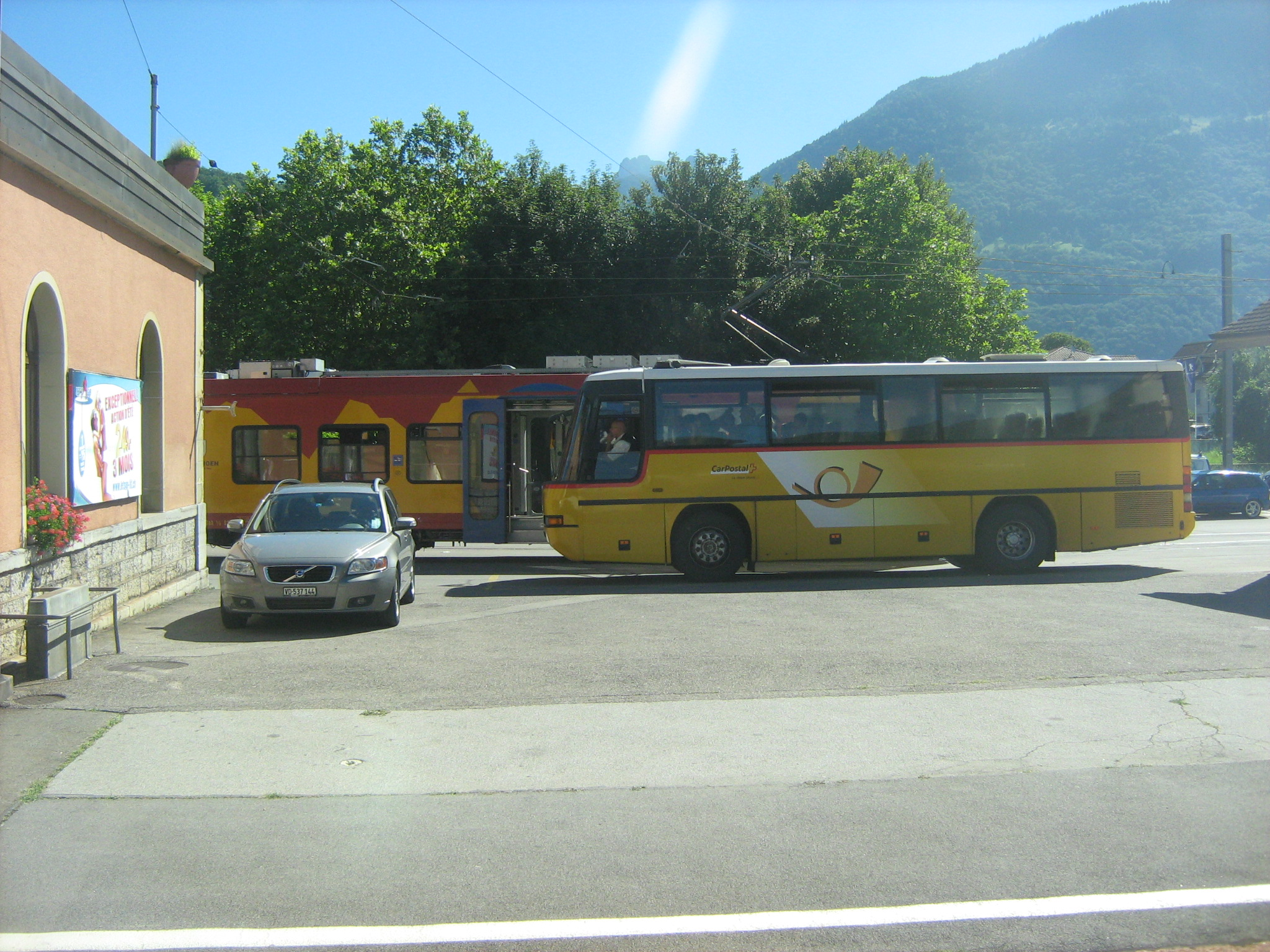
Postauto auf dem Bahnhofplatz in Bex

Der Bahnhof wird von fünf Buslinien angefahren. Die Linie nach Villeneuve VD wird vom Postauto betrieben, die anderen von den Transports Publics du Chablais (TPC).
- 110  Monthey – Les Ilettes – Bex (TPC)
- 119 Bex – Antagnes – Ollon – Aigle (TPC)
- 120 Bex – Monthey – Vouvry – Villeneuve VD (Postauto)
- 152 Bex – Les Plans-sur-Bex (TPC)
- 153 Bex – Fenalet-sur-Bex (TPC)